# Brokig gräslöpare
Brokig gräslöpare (Philorhizus sigma) är en skalbaggsart som först beskrevs av Rossi 1790.  Brokig gräslöpare ingår i släktet Philorhizus, och familjen jordlöpare. Arten är reproducerande i Sverige.